# Cussac-sur-Loire
Cussac-sur-Loire é uma comuna francesa na região administrativa de Auvérnia-Ródano-Alpes, no departamento de Alto Loire. Estende-se por uma área de 10,29 km². Em 2010 a comuna tinha 1 725 habitantes (densidade: 167,6 hab./km²).